# Eusebi Güell i Bacigalupi
Eusebi Güell i Bacigalupi, I comte de Güell (Barcelona, 15 de desembre de 1846 - 8 de juliol de 1918), fou un industrial, polític i mecenes català.

## Família
Va néixer al carrer Ample de Barcelona, (vegeu Edifici de la Companyia Transatlàntica), fill de l'indià Joan Güell i Ferrer (1800-1872), oriünd de Torredembarra, casat el 1845 amb Francesca Bacigalupi i Dulcet (1823-1847), nascuda a Horta i provinent d'una família de la noblesa genovesa. La mare va morir el 4 de gener de 1847, pocs dies després del part.

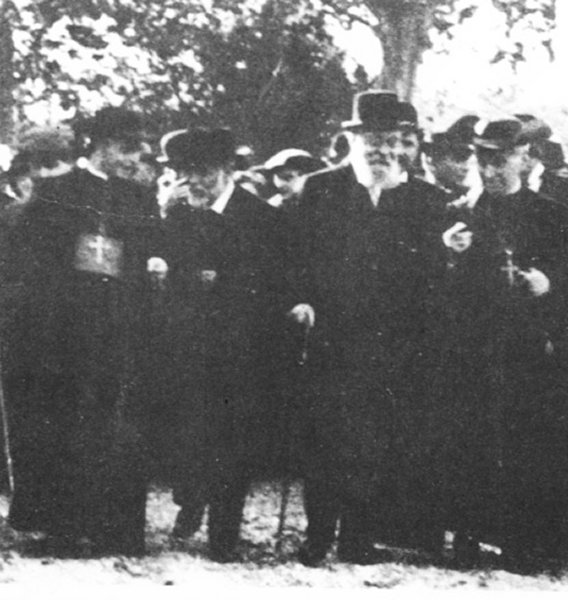
Gaudí i Eusebi Güell de visita a la Colònia Güell (1910)

Es va casar el 28 de novembre de 1871 a l'església del Pi de Barcelona amb Isabel López i Bru (Santiago de Cuba, 1848 - Comillas, 1924), filla d'Antonio López y López, I marquès de Comillas, navilier i comerciant d'esclaus, que va esdevenir el seu sogre.
Eusebi i Isabel van ser pares de:
- Isabel Güell i López (1872-1956), compositora.
- Maria Lluïsa Güell i López (1873-1933), pintora i pianista.
- Joan Antoni Güell i López (1874-1958), II comte de Güell.
- Maria de la Concepció Cristina Güell i López (1876-1957), que fou esposa de l'advocat i polític Josep Bertran i Musitu, que va esdevenir el seu gendre.[11]
- Eusebi Güell i López (1877-1955), II vescomte de Güell, escriptor i artista.
- Claudi Güell i López (1879-1918), I vescomte de Güell.
- Santiago Güell i López (1883-1954), I baró de Güell, industrial i polític.
- Francesca Güell i López (1885-1976), pintora, esposa del polític i dirigent esportiu Francesc de Moxó i de Sentmenat, que va esdevenir el seu gendre.
- Josefina Güell i López (1888-1908)[12]
- Mercè Güell i López (1889-1954).[13] El 1945, va donar el Palau Güell a la Diputació de Barcelona, per a instal·lar-hi el Museu d'Arts Escèniques de l'Institut del Teatre.[14]

Un retrat d'Eusebi Güell forma part de la Galeria de Catalans Il·lustres de l'Ajuntament de Barcelona.

## Negocis familiars
Eusebi Güell, igual que el seu pare, es va dedicar als negocis creant noves empreses en els sectors més prometedors. El futur comte de Güell, gràcies a l'esplaiada situació econòmica familiar va poder estudiar Dret, Economia i Ciències Aplicades a Barcelona, França i Anglaterra. Associat amb Ferran Alsina, inicia a Santa Coloma de Cervelló una fàbrica tèxtil de panes, que va ser la base de la Colònia Güell (1891), on traslladà l'activitat productiva del Vapor Vell, que en aquells temps era sotmès a forts conflictes laborals.
Posteriorment, el 1901, fundà la Companyia General d'Asfalts i Portland, Asland. Va ser conseller de les empreses de la família de la seva esposa: Banc Hispano Colonial, Compañía General de Tabacos de Filipinas, Companyia dels Camins de Ferro del Nord d'Espanya, etc.
Eusebi Güell va intervenir també en política i en amplis sectors relacionats amb la cultura. Va ser elegit regidor de Barcelona (1875), va exercir de Diputat Provincial (1878), i va ser Senador del Regne. Com actiu propulsor de la cultura catalana, va ser president i mantenidor dels Jocs Florals de 1900, membre de l'ara anomenada Reial Acadèmia Catalana de Belles Arts de Sant Jordi, i president del Centre Català. Va ser el mecenes del geòleg Norbert Font i Sagué, de l'escriptor Pin i Soler i del poeta mallorquí Ramon Picó i Campamar.
Gràcies a l'amistat i al mecenatge que va mantenir amb l'arquitecte Antoni Gaudí des que el va conèixer a l'Exposició Universal de París 1878, el seu cognom ha estat conegut internacionalment: Parc Güell, Colònia Güell, Palau Güell i Celler Güell. Home d'extensa cultura, va publicar llibres sobre diverses disciplines que van ser traduïts a diversos idiomes, entre altres és de destacar un treball científic (L'immunité par les leucomaïnes, 1889). Va ser també un acceptable dibuixant i aquarel·lista.

## Ennobliment

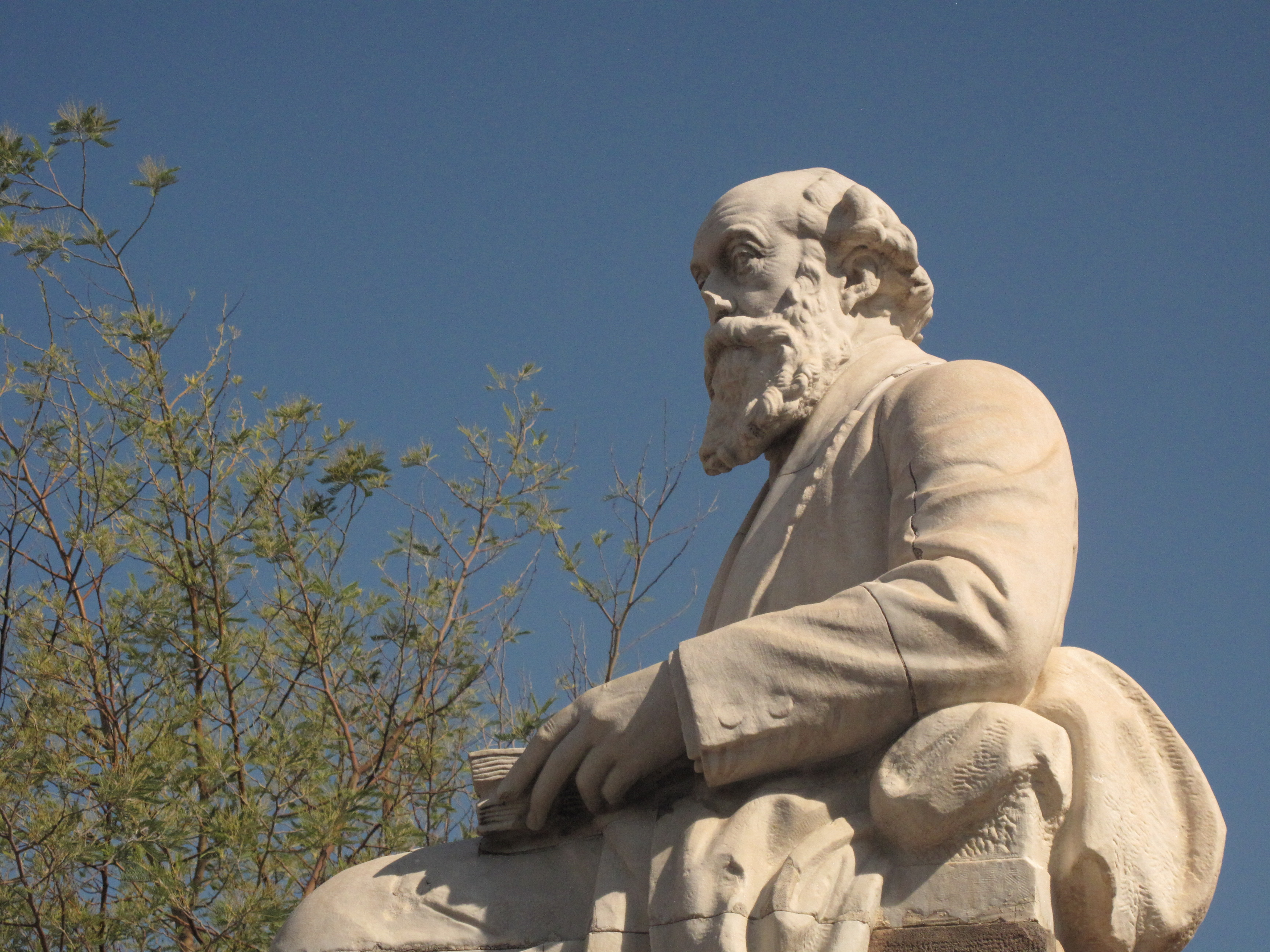
Monument a Eusebi Güell a la Colònia Güell, obra de Miquel Oslé de 1933

El rei Alfons XIII va tenir predilecció per ampliar la noblesa atorgant títols als quals havien contribuït a engrandir econòmicament Espanya, havent obtingut grans fortunes a ultramar, molts amb el tràfic o l'explotació d'esclaus negres, i el 1908 va concedir a Eusebi Güell el títol de comte de Güell. Uns anys després, el rei concediria als seus un vescomtat i una baronia.
Eusebi Güell i Bacigalupi va morir a la seva casa del Park Güell, el 8 de juliol de 1918. El seu cos va ser traslladat al Palau Güell, des d'on va sortir l'enterrament amb el taüt cobert per la bandera de la Lliga Regionalista que també havia cobert els fèretres de Prat de la Riba, el doctor Robert i mossèn Cinto Verdaguer. Va ser portat a braços pels treballadors de la Colònia Güell i Asland seguit per les autoritats: Puig i Cadafalch, president de la Mancomunitat de Catalunya; Manuel Morales, alcalde de Barcelona; Vidal i Barraquer, bisbe de Solsona: Vallès i Pujals, president de la Diputació; molts representants d'institucions i artistes com Gaudí, Àngel Guimerà i Narcís Oller.